# Volley Club Kanti 2016-2017
Questa voce raccoglie le informazioni riguardanti il Volley Club Kanti nella stagione 2016-2017.

## Organigramma societario
Area direttiva
- Presidente: Heinz Looser
- Segretaria: Jana Vollmer

Area tecnica
- Allenatore: Teemu Oksanen
- Assistente allenatore: Matthias Lerch

Area sanitaria
- Medico: Regina Riess
- Fisioterapista: Claude Bührer
- Massaggiatrice: Jeannette Schüler

Area comunicazione
- Addetto stampa: Christian Ritzmann

## Rosa
| N° | Nome               | Ruolo | Data di nascita | Nazionalità sportiva |
| -- | ------------------ | ----- | --------------- | -------------------- |
| 1  | Keylla Ramos       | P     | 13 maggio 1986  | Brasile              |
| 2  | Lisa Leu           | L     | 8 marzo 1996    | Svizzera             |
| 5  | Monika Meier       | S     | 27 ottobre 1990 | Svizzera             |
| 6  | Dahlia Schreiber   | S     | 2 luglio 1999   | Svizzera             |
| 7  | Sandra Rojas       | L     | 7 luglio 1984   | Spagna               |
| 8  | Ann-Christin Quade | S     | 15 gennaio 1992 | Germania             |
| 10 | Vivian Guyer       | P     | 8 agosto 1998   | Svizzera             |
| 11 | Kateřina Holásková | C     | 9 marzo 1991    | Rep. Ceca            |
| 12 | Giulia Rigon       | C     | 12 ottobre 1995 | Italia               |
| 13 | Elise Boillat      | S     | 30 aprile 1998  | Svizzera             |
| 14 | Natalia Cukseeva   | S     | 22 gennaio 1990 | Germania             |
| 15 | Alexandra Schaber  | S     | 7 aprile 1996   | Svizzera             |
| 16 | Cao Yiting         | S     | 6 luglio 1990   | Svizzera             |

## Mercato
| Acquisti | Acquisti         | Acquisti           | Acquisti   |
| R.       | Nome             | da                 | Modalità   |
| -------- | ---------------- | ------------------ | ---------- |
| S        | Elise Boillat    | Franches-Montagnes | definitivo |
| S        | Natalia Cukseeva | Almatı             | definitivo |
| P        | Vivian Guyer     | Toggenburg         | definitivo |
| P        | Keylla Ramos     | Nantes             | definitivo |
| C        | Giulia Rigon     | Lugano             | definitivo |
| L        | Sandra Rojas     | -                  | definitivo |
| S        | Dahlia Schreiber | Steinhausen        | definitivo |

- Lisa Leu, L, promossa dal settore giovanile;
- Monika Meier, S, promossa dal settore giovanile.

| Cessioni | Cessioni          | Cessioni       | Cessioni   |
| R.       | Nome              | a              | Modalità   |
| -------- | ----------------- | -------------- | ---------- |
| C        | Michelle Knegt    | -              | definitivo |
| P        | Andrea McQuaid    | -              | ritirata   |
| L        | Lucia Nikmonová   | Oktan Kežmarok | definitivo |
| S        | Ekaterina Ripnaja | AEL Limassol   | definitivo |
| S        | Luci Rydvalová    | Kanti 2        | definitivo |
| P        | Zora Widmer       | Düdingen       | definitivo |
| S        | Livia Zaugg       | Vilsbiburg     | definitivo |

## Risultati

### Lega Nazionale A

#### Regular season

##### Primo round
| 1ª giornata - 16 ottobre 2016 Bahnhofhalle, Lucerna                       | Top Lucerna   | 1 - 3 | Kanti               | 22-25, 25-18, 20-25, 19-25        |
| 2ª giornata - 21 ottobre 2016 BBC Arena, Sciaffusa                        | Kanti         | 2 - 3 | Düdingen            | 26-28, 21-25, 25-19, 25-17, 13-15 |
| 3ª giornata - 23 ottobre 2016 Halle des sports de la Riveraine, Neuchâtel | Neuchâtel     | 3 - 0 | Kanti               | 25-11, 25-13, 25-19               |
| 4ª giornata - 29 ottobre 2016 BBC Arena, Sciaffusa                        | Kanti         | 1 - 3 | Sm'Aesch Pfeffingen | 25-23, 14-25, 16-25, 23-25        |
| 5ª giornata - 5 novembre 2016 Salle Derrière-la-Ville 5, Cheseaux         | Cheseaux      | 3 - 1 | Kanti               | 25-15, 25-22, 11-25, 25-17        |
| 6ª giornata - 11 novembre 2016 BBC Arena, Sciaffusa                       | Kanti         | 1 - 3 | Franches-Montagnes  | 19-25, 25-17, 20-25, 20-25        |
| 7ª giornata - 12 novembre 2016 Hallenbad Buchholz, Uster                  | Volero Zurigo | 3 - 0 | Kanti               | 25-21, 25-17, 25-19               |
| 8ª giornata - 19 novembre 2016 BBC Arena, Sciaffusa                       | Kanti         | 2 - 3 | Köniz               | 25-23, 25-21, 22-25, 22-25, 13-15 |
| 9ª giornata - 26 novembre 2016 BBC Arena, Sciaffusa                       | Kanti         | 3 - 2 | Lugano              | 25-22, 22-25, 25-23, 22-25, 15-13 |

##### Secondo round
| 10ª giornata - 3 dicembre 2016 BBC Arena, Sciaffusa               | Kanti               | 1 - 3 | Top Lucerna   | 21-25, 19-25, 25-21, 19-25 |
| 11ª giornata - 10 dicembre 2016 Sporthalle Leimacker, Düdingen    | Düdingen            | 3 - 0 | Kanti         | 25-13, 25-20, 25-8         |
| 12ª giornata - 17 dicembre 2016 BBC Arena, Sciaffusa              | Kanti               | 1 - 3 | Neuchâtel     | 15-25, 13-25, 21-25        |
| 13ª giornata - 21 dicembre 2016 Mehrzweckhalle Löhrenacker, Aesch | Sm'Aesch Pfeffingen | 3 - 0 | Kanti         | 25-21, 25-20, 25-22        |
| 14ª giornata - 4 gennaio 2017 BBC Arena, Sciaffusa                | Kanti               | 3 - 1 | Cheseaux      | 14-25, 25-15, 25-22, 25-15 |
| 15ª giornata - 7 gennaio 2017 Salle de la Pépinière, Les Breuleux | Franches-Montagnes  | 3 - 1 | Kanti         | 25-15, 25-10, 20-25, 25-16 |
| 16ª giornata - 14 gennaio 2017 BBC Arena, Sciaffusa               | Kanti               | 0 - 3 | Volero Zurigo | 12-25, 15-25, 16-25        |
| 17ª giornata - 21 gennaio 2017 Sporthalle Weissenstein, Berna     | Köniz               | 3 - 0 | Kanti         | 25-18, 25-17, 25-23        |
| 18ª giornata - 4 dicembre 2016 BBC Arena, Sciaffusa               | Kanti               | 3 - 1 | Lugano        | 25-23, 25-18, 25-21        |

##### Terzo round
| 19ª giornata - 4 febbraio 2017 Palestra Lambertenghi, Lugano      | Lugano              | 3 - 2 | Kanti              | 19-25, 18-25, 25-20, 25-17, 15-10 |
| 20ª giornata - 8 febbraio 2017 BBC Arena, Sciaffusa               | Kanti               | 3 - 1 | Köniz              | 23-25, 25-15, 25-22, 25-20        |
| 21ª giornata - 11 febbraio 2017 Mehrzweckhalle Löhrenacker, Aesch | Sm'Aesch Pfeffingen | 3 - 0 | Kanti              | 25-21, 25-22, 25-15               |
| 22ª giornata - 18 febbraio 2017 Sporthalle Leimacker, Düdingen    | Düdingen            | 3 - 2 | Kanti              | 19-25, 25-21, 25-21, 15-25, 15-9  |
| 23ª giornata - 24 febbraio 2017 BBC Arena, Sciaffusa              | Kanti               | 3 - 1 | Franches-Montagnes | 16-25, 25-22, 25-21, 25-13        |
| 24ª giornata - 26 febbraio 2017 Bahnhofhalle, Lucerna             | Top Lucerna         | 3 - 2 | Kanti              | 25-16, 25-27, 25-20, 23-25, 15-13 |
| 25ª giornata - 5 marzo 2017 BBC Arena, Sciaffusa                  | Kanti               | 3 - 0 | Cheseaux           | 25-22, 25-20, 25-22               |
| 26ª giornata - 11 marzo 2017 BBC Arena, Sciaffusa                 | Kanti               | 0 - 3 | Neuchâtel          | 18-25, 16-25, 20-25               |
| 27ª giornata - 12 marzo 2017 Sportanlage Im Birch, Zurigo         | Volero Zurigo       | 3 - 2 | Kanti              | 25-19, 18-25, 25-19, 22-25, 15-10 |

#### Play-off scudetto
| Quarti di finale (gara 1) - 17 marzo 2017 BBC Arena, Sciaffusa         | Kanti         | 0 - 3 | Volero Zurigo | 25-27, 15-25, 11-25 |
| Quarti di finale (gara 2) - 25 marzo 2017 Sportanlage Im Birch, Zurigo | Volero Zurigo | 3 - 0 | Kanti         | 25-20, 25-11, 25-9  |

### Coppa di Svizzera

#### Fase a eliminazione diretta
| Ottavi di finale - 8 gennaio 2017 Bahnhofhalle, Lucerna | Top Lucerna | 2 - 3 | Kanti     | 25-22, 18-25, 25-15, 25-27, 13-15 |
| Quarti di finale - 29 gennaio 2017 Breite, Sciaffusa    | Kanti       | 0 - 3 | Neuchâtel | 23-25, 21-25, 15-25               |

## Statistiche

### Statistiche di squadra
| Competizione      | Punti | In casa | In casa | In casa | In trasferta | In trasferta | In trasferta | Totale | Totale | Totale |
| Competizione      | Punti | G       | V       | P       | G            | V            | P            | G      | V      | P      |
| ----------------- | ----- | ------- | ------- | ------- | ------------ | ------------ | ------------ | ------ | ------ | ------ |
| Lega Nazionale A  | 25    | 15      | 6       | 9       | 14           | 1            | 13           | 29     | 7      | 22     |
| Coppa di Svizzera | -     | 1       | 0       | 1       | 1            | 1            | 0            | 2      | 1      | 1      |
| Totale            | -     | 16      | 6       | 10      | 15           | 2            | 13           | 31     | 8      | 23     |

G = partite giocate; V = partite vinte; P = partite perse

### Statistiche dei giocatori
NB: Non sono disponibili i dati relativi alla Lega Nazionale A e alla Coppa di Svizzera